# Kemel Thompson
Kemel Thompson (* 25. September 1974 in Kingston) ist ein ehemaliger jamaikanischer Sprinter und Hürdenläufer, der sich auf die 400-Meter-Distanz spezialisiert hat. Mit der jamaikanischen 4-mal-400-Meter-Staffel wurde er 2003 in Birmingham Hallenweltmeister.

## Sportliche Laufbahn
Erste internationale Erfahrungen sammelte Kemel Thompson vermutlich im Jahr 1997, als er bei den Zentralamerika- und Karibikmeisterschaften (CAC) in San Juan in 49,77 s die Silbermedaille im 400-Meter-Hürdenlauf hinter seinem Landsmann Dinsdale Morgan gewann. Im Jahr darauf gewann er bei den CAC-Spielen in Maracaibo in 49,67 s die Bronzemedaille hinter Landsmann Dinsdale Morgan und Emilio Valle aus Kuba. Anschließend belegte er bei den Commonwealth Games in Kuala Lumpur in 49,81 s den sechsten Platz. 1999 schied er bei den Weltmeisterschaften in Sevilla mit 48,95 s im Halbfinale aus und im Jahr darauf kam er bei den Olympischen Sommerspielen in Sydney mit 50,40 s nicht über den Vorlauf hinaus. 2003 kam er bei den Hallenweltmeisterschaften in Birmingham in der Vorrunde der 4-mal-400-Meter-Staffel zum Einsatz und verhalf dem Team zum Finaleinzug und trug damit zum Gewinn der Goldmedaille bei. Im August belegte er bei den Weltmeisterschaften nahe Paris in 48,51 s im Finale den fünften Platz, ehe er beim IAAF World Athletics Final in Monaco in 48,50 s Zweiter hinter dem Dominikaner Félix Sánchez wurde. Im Jahr darauf nahm er erneut an den Olympischen Sommerspielen in Athen und schied dort mit 48,25 s im Halbfinale aus. Anschließend wurde er beim World Athletics Final in Monaco in 48,06 s Dritter hinter den US-Amerikanern Bershawn Jackson und James Carter. 2005 schied er bei den Weltmeisterschaften in Helsinki mit 48,64 s im Semifinale aus und beim World Athletics Final in Monaco wurde er in 48,09 s Zweiter hinter dem US-Amerikaner Bershawn Jackson. Im Jahr darauf gewann er bei den Commonwealth Games in Melbourne in 48,65 s die Bronzemedaille hinter den Südafrikanern L. J. van Zyl und Alwyn Myburgh. Im September belegte er beim World Athletics Final in Stuttgart in 48,61 s den fünften Platz und anschließend wurde er beim IAAF World Cup in Athen in 48,80 s Vierter. 2007 beendete er seine aktive sportliche Karriere im Alter von 33 Jahren.
In den Jahren 1999 und 2000 sowie 2002 und 2005 wurde Thompson jamaikanischer Meister im 400-Meter-Hürdenlauf.

## Persönliche Bestzeiten
- 400 Meter: 46,97 s, 3. April 1999 in Miami
  - 400 Meter (Halle): 47,53 s, 23. Februar 2003 in Glasgow
- 400 m Hürden: 48,05 s, 8. August 2003 in London